# Andréi Stepánchenko
Andréi Stepánchenko (Ucrania) es un gimnasta artístico ucraniano, medallista de bronce mundial en 1994 en el concurso por equipos.

## 1994
En el Mundial de Dortmund 1994 gana la medalla de bronce en el concurso por equipos, tras China (oro) y Rusia (plata), siendo sus compañeros de equipo: Rustam Charipov, Igor Korobchinski, Vitaly Marinich, Grigori Misutin, Vladimir Shamenko y Yuri Ermakov.